# Liriomyza tragopogonis
Liriomyza tragopogonis is een vliegensoort uit de familie van de mineervliegen (Agromyzidae). De wetenschappelijke naam van de soort is voor het eerst geldig gepubliceerd in 1928 door de Meijere.